# Song of Granite
Song of Granite é um filme de drama irlandês de 2017 dirigido e escrito por Pat Collins. Foi selecionado como representante de seu país ao Oscar de melhor filme estrangeiro em 2018.

## Elenco
- Michael O'Chonfhlaola - Joe 2
- Macdara Ó Fátharta - Joe 3
- Leni Parker - Mrs. Rosenblatt
- Alain Goulem - Alan Lomax